# Beatriz Santos Arrascaeta
Beatriz Santos Arrascaeta   (Montevideo, 30 de gener de 1947) és una escriptora, cantant, investigadora i activista uruguaiana, especialitzada en art africà.

## Biografia
Va néixer al barri Buceo de Montevideo i és la neboda de Juan Julio Arrascaeta, un poeta afrodescendent destacat a l'Uruguai.
Va realitzar la conducció en programes televisius, com «Gente con 5» a Televisió Nacional de l'Uruguai, i en les ràdios CX 26 (al programa «Más que Lonja») i a CX 38 (al programa «Sangre, sudor y tambor»), abordant la temàtica sobre l'Herència Cultural Africana. És col·laboradora de la revista Raíces de Limón de Costa Rica.
Integra la Comissió Directiva de la Casa de la Cultura afrouruguaià.

## Obres
- 1994. Historias de vida: negros en el Uruguay
- 1995. Africa en el Río de la Plata
- 1997. Repertorio de Especialistas en la «Africanía». Estudios Afro-iberoamericanos, Cátedra Unesco, Universidad Católica Andrés Bello Caracas.
- 1998. La herencia cultural africana en las Américas. Ediciones Populares para América Latina
- 2003. Daughters of the Diaspora. Afra Hispanic Writers Editor Miriam De Costa- Willis